# Sophie Wilmès
Sophie Wilmès (Namur, Belgija 15. siječnja 1975.) belgijska je političarka. koja je od 2019. do 2020. vršila dužnost Premijerke Belgije. Prva je žena na funkciji predsjednika vlade u povijesti Belgije.

## Politička karijera
U rujnu 2015. Hervé Jamar najavio je da će podnijeti ostavku 1. listopada 2015. jer je izabran za guvernera provincije  Liège. Sophie Wilmès izabrana je za ministricu financija u vladi Charlesa Michela.27. listopada 2019. imenovana je na dužnost premjera Belgije čime je postala prva žena na toj funkciji.